# Michelle Ryan
Michelle Claire Ryan (Londres, 22 de abril de 1984) é uma atriz inglesa.

## Biografia
Michelle nasceu em Enfield, na Grande Londres. É membro de um grupo teatral desde os dez anos de idade e aos quinze anos foi escolhida para interpretar a personagem Zoe Slater no seriado da BBC EastEnders, que retrata o cotidiano de um bairro operário da cidade de Londres. Para o papel, ela teve que aprimorar o sotaque de quem nasceu na região leste da capital britânica.
Durante o verão de 2005, Michelle atuou em uma peça chamada Who's the Daddy?, no King's Head Theatre. Fez também uma audição para substituir Billie Piper em Doctor Who, porém Freema Agyeman foi escolhida para o papel. Conseguiu um pequeno papel em um episódio de Marple, em fevereiro de 2006 e também apareceu em um filme de cinema independente no mesmo ano, Cashback.
Na primavera de 2007, ela foi vista como Maria em uma adaptação da novela Mansfield Park e também como Lila no filme I Want Candy, com Carmen Electra e Mackenzie Crook. Em fevereiro de 2007, um anúncio disse que ela tinha sido escolhida como a protagonista da releitura do seriado da década de 1970 The Bionic Woman. A série começou na rede estadunidense NBC, em setembro de 2007. Michelle desenvolveu um sotaque estadunidense para o papel de Jaime Sommers, exceto no episódio The Education of Jaime Sommers, no qual sua personagem participa de um intercâmbio estudantil na Universidade; ali ela usou seu natural sotaque inglês. Além disso, ela teve formação em dança profissional e outras coisas que foram necessárias para o seu fisicamente exigente papel no seriado.
No Red Nose Day 2007, Michelle apareceu em um novo programa de Mr. Bean escrito e gravado para a Comic Relief. Ela brevemente será vista in Flick, um novo filme independente com Faye Dunaway e Leslie Phillips. Em maio de 2007, ela revelou que foi cogitada para o filme de James Bond Casino Royale, mas perdeu o papel de Vesper Lynd para Eva Green.
Antes de The Bionic Woman, ela ainda esteve em Jekyll na BBC, uma versão moderna de The Strange Case of Dr Jekyll And Mr Hyde, estrelando James Nesbitt. Participou de seu sexto episódio em 16 de junho de 2007.
Em 2008, Michelle apareceu em 4 episódios da série Merlin como a vilã Nimueh. E, em 2009, na quarta temporada da série Doctor Who, no episódio especial Planet of the Dead, como Christina de Souza.